# Manfred von Brauchitsch
Manfred Georg Rudolf von Brauchitsch (15. srpna 1905 – 5. února 2003) byl německý automobilový závodník, který jezdil za Mercedes-Benz ve slavných „ Stříbrných šípech “ v automobilových závodech typu Grand Prix ve 30. letech 20. století. Zvítězil ve čtyřech závodech – roku 1932 na AVUS v Berlíně, 1934 na ADAC Eifelrennen, roku 1937 GP Monaka a roku 1938 na francouzské GP. V evropském šampionátu skončil 2krát druhý a jednou třetí. Byl znám svou pověstnou smůlou: nejméně 5krát ztratil prvenství v závodech těsně před očekávanou výhrou.

## Životopis
Manfred von Brauchitsch se narodil do velkostatkářské, pruské šlechtické dynastie armádních důstojníků, která byla ve službách pruského krále a německého císaře Viléma II. Jeho otcem byl pruský důstojník Viktor von Brauchitsch (1864-1925), matkou Olga, rozená von Bomsdorff (1873-1954). Jeho strýcem byl polní maršál Walther von Brauchitsch, vrchní velitel německé armády během 2. světové války. Velel Wehrmachtu po vypuknutí druhé světové války a byl propuštěn ze služby v prosinci 1941.  
Von Brauchitsch byl v mládí vášnivým cyklistou. Navštěvoval od roku 1913 gymnázium v Berlíně. V roce 1923 vstoupil do Freikorpsu v Berlíně-Spandau, stal se členem brigády Erhardt a měl se stát vojákem z povolání. V letech 1924 až 1928 sloužil v Reichswehru. Při absolvování válečné školy (vojenská akademie) v Drážďanech měl v roce 1928 vážnou nehodu na motorce a kvůli zraněním, které utrpěl, opustil Reichswehr jako další služby neschopen. Vojenská kariéra skončila zlomeninami žeber, rukou, nohou, naraženou lebkou, třemi dny v bezvědomí a ochrnutou polovinou obličeje.

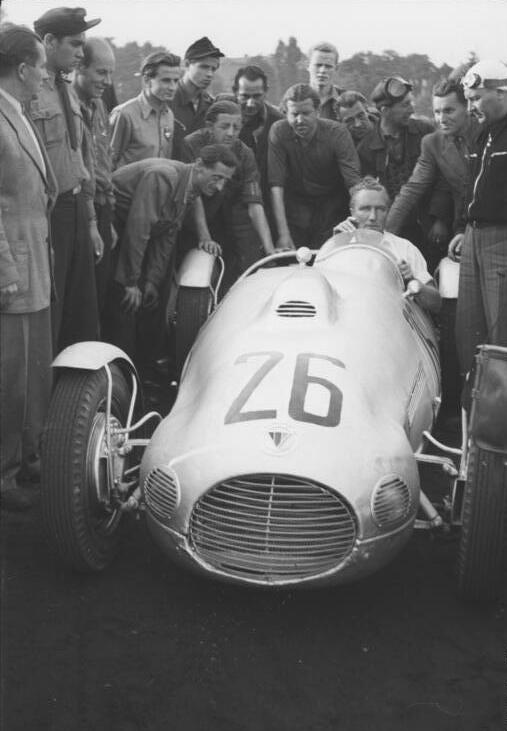
Brauchitsch při III. světovém festivalu mládeže a studenstva v roce 1951 ve východním Berlíně

Aristokratický mladík začal závodit v Mercedesu svého bratrance v roce 1929. Počátkem 30. let závodil jako soukromník s vozem Mercedes a vyhrál Velkou cenu na Avusu s typem SSKL. Byl továrním řidičem firmy Mercedes-Benz v letech 1934-39. Měl ošklivou havárii před  německou GP 1934 a byl mimo několik závodů s frakturou ruky a žeber. Byl znám jako smolař („der Pechvogel“), protože řadu závodů prohrál smůlou. Někdy se ale zdálo, že si přivodil vlastní neštěstí svojí vinou, protože jeho styl jízdy byl dosti divoký. Zahrnoval prudké brzdění, tvrdou práci s volantem a nechvalně proslul tím, že ničil motory i pneumatiky. V letech 1932 a 1938 se stal i filmovým hercem. Poprvé to bylo ve filmu Boj (Kampf), kde ztvárnil postavu Roberta Wecka, automobilového závodníka. Ve filmu Když hvězdy svítí (Es leuchten die Sterne) ztvárnil sám sebe. V krátkých scénách se objeví téměř všichni známí němečtí umělci a umělkyně, ba dokonce vedle Anny Ondrákové i Max Schmeling a automobiloví závodníci Caracciola, Brauchitsch, Lang. Tito v nejvtipnější revuální scéně, kde na mostě, který filmem spojuje říši snů, pohádek a dějin se skutečností, nastupují samostatně i v zástupech jednotlivé postavy a výjevy z filmů všech dob.

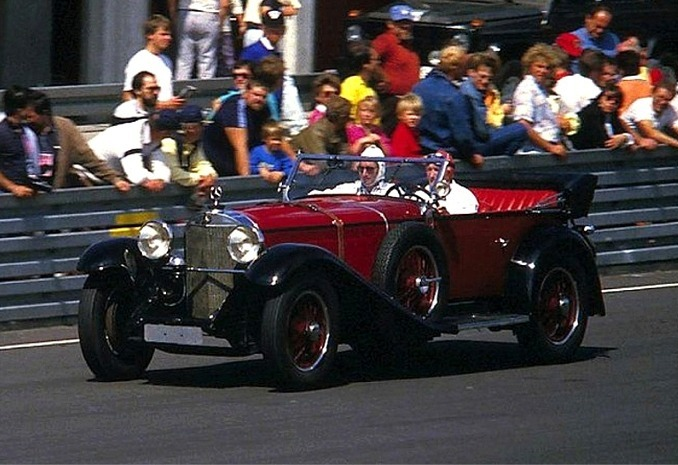
Manfred von Brauchitsch ve voze Mercedes-Benz S při Oldtimer-Grand-Prix na Nürburgringu (1986)

Již dříve byl zproštěn vojenské služby a během druhé světové války pracoval von Brauchitsch v různých funkcích, z nichž jedna byla na Speerově říšském ministerstvu zbrojního a válečného průmyslu nacistického Německa. Při práci za války se seznámil se svou první manželkou Giselou Hundtovou (1918–1957), se kterou se oženil 27. prosince 1946. Ještě za války se stal členem nacionálně socialistického motoristického sboru (Nationalsozialistisches Kraftfahrkorps, NSKK), ve kterém zastával hodnost Sturmführera. Po druhé světové válce být synem a synovcem vysokých vojenských důstojníků ani v západním Německu nebylo příliš "praktické". Pokusil se vystěhovat, kontaktoval proto Caracciolu, který mu dal kontakty do Jižní Ameriky. Ale protože se tam nemohl prosadit (od roku 1949 do roku 1950 žil v Argentině), vrátil se za čas po neúspěšných pokusech obnovit závodní kariéru rozhořčený do západního Německa.   
Brauchitsch se několikrát setkal s Walterem Ulbrichtem, generálním tajemníkem Ústředního výboru SED, a v březnu 1951 se nechal zvolit předsedou „Západoněmeckého výboru pro jednotu a svobodu v německém sportu“. Kvůli východoněmeckým kontaktům byl v září 1953 zatčen pro podezření z velezrady, z tajných svazků a ohrožení státu. Byl  osm měsíců ve vyšetřovací vazbě. Krátce před soudním jednáním u bavorského nejvyššího soudu opustil svou první manželku Giselu a na Silvestra 1954 uprchl do východního Německa. Neubauer ve svých pamětech zase tvrdí, že uprchl do východního Německa, aby unikl obrovským daňovým dluhům, v důsledku čehož jeho první manželka Gisela spáchala sebevraždu. Jiný zdroj zase uvádí, že se na konci roku 1954 přestěhoval ze soukromých důvodů do východního Berlína, kde pak zahájil kariéru sportovního funkcionáře v NDR. V roce 1957 byl natočen ve společnosti DEFA film Soupeři za volantem (Rivalen am Steuer), jehož scénář vycházel z jeho vzpomínek.
V letech 1957 až 1960 prezidentem Všeobecné německé asociace motoristického sportu (ADMV) a v letech 1960 až 1990 byl prezidentem Společnosti pro podporu olympijské myšlenky. V posledně jmenované funkci sponzoroval především východoněmecké olympijské týmy a požíval četných privilegií nejvyššího představitele. Byl třikrát vyznamenán Vlasteneckým řádem za zásluhy NDR a v roce 1988 obdržel olympijský řád MOV .
Brauchitsch se 22. listopadu 1958 podruhé oženil, s Lieselotte Schneiderovou (1918–2003). Občas získali povolení navštívit západní Německo. Kontakty s Mercedes-Benzem i proto nikdy úplně nepřerušil: například v roce 1974 byl pozván na Velkou cenu Francie jako host a zajel tam ukázkové kolo rychlostí 280 km/h ve voze Mercedes-Benz W 154 z roku 1939. V roce 1986 se zúčastnil s vozem Mercedes-Benz K "velké ceny veteránů" na Nürburgringu. Po smrti Hermanna Langa v roce 1987 byl Brauchitsch považován za posledního žijícího člena předválečných řidičů "Stříbrných šípů". Po znovusjednocení Německa oslavil v roce 1995 Manfred von Brauchitsch své 90. narozeniny v Mercedes-Benz Museu ve Stuttgartu, kde mu při této příležitosti byla vrácena původní členská legitimace Německého automobilového svazu s členským číslem 23. V roce 1997 se zúčastnil na West McLaren-Mercedes Show v londýnském Alexandra Palace společně s Häkkinenem, Coulthardem & Spice Girls.
Manfred von Brauchitsch zemřel v Gräfenwarthu (u Schleizu, zemský okres Sála-Orla v jihovýchodním Durynsku) 5. února 2003 ve věku 97 let. Je nositelem Řádu hvězdy přátelství národů.

## Závodní kariéra

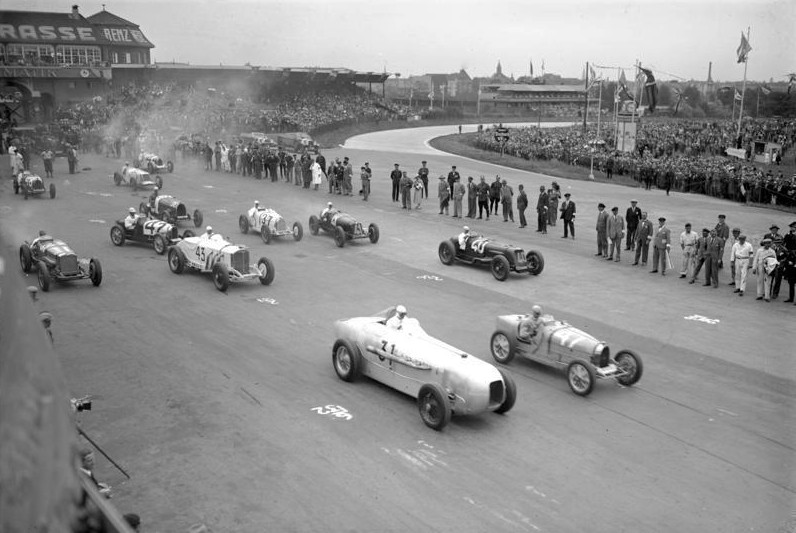
Start závodu na okruhu AVUS v Berlíně, 22. května 1932. V prvé řadě Manfred von Brauchitsch (st. č. 31)

Svoji sportovní motoristickou dráhu započal v roce 1928 jako motocyklový jezdec. Jeho kariéra automobilového závodního jezdce byla započata v roce 1929, kdy se začal zúčastňovat závodů do vrchu. Poprvé startoval 8. září 1929 s cestovním vozem Mercedes-Benz SS svého bratrance barona Hanse von Zimmermanna na závodě do vrchu Gaisberg u Salcburku a vyhrál zde v traťovém rekordu kategorie. V roce 1930 se sportovním vozem Mercedes-Benz SSK překonal rekord třídy na Pötschenpassu (Bad Ischl), na Semmeringu prohrál pouze s Rudolfem Caracciolou s továrním Mercedesem. V roce 1931 střídal vrchy (vyhrál opět třídu v Gaisbergu a na La Turbie, druhý byl ve Freiburgu, třetí v Kasselbergu) se závody na okruhu. Při závodu do vrchu 22. srpna v pruském Slezsku u Schreiberhau (dnes Szklarska Poręba) utrpěl první vážný úraz, když vjel s velkou rychlostí do zatáčky, dostal smyk na rozházeném tam štěrku. Jeho vůz vlétl do příkopu, kde se převrátil a pohřbil jezdce pod sebou. Přesto se však jeho zranění ukázalo po lékařském vyšetření méně těžké, než jak se původně soudilo. Brauchitsch utrpěl poranění spodní dásně a bylo mu vyraženo několik zubů, vedle řady menších pohmožděnin. V tomto roce začal závodit i na okruzích. Poprvé se na stupně vítězů postavil při 8. ročníku závodů ADAC Eifelrennen na Nürburgringu 7. června 1931. To obsadil na Mercedesu SSKL (Mercedes-Benz W 06) 3. místo za Rudolfem Caracciolou na stejném typu a za Heinrichem-Joachimem von Morgenem na Bugatti T35B. Na Velké ceně Německa 19. července (opět na Nürburgringu) se mu po startu z první řady za deště nezadařilo, odpadl po 12. kole pro poruchu diferenciálu. Chuť si spravil na 1. ročníku mezinárodních závodů na Avusu v Berlíně 2. srpna 1931. Zde na Mercedesu SSKL obsadil 3. místo (opět za Caracciolou a von Morgenem). Byl přihlášen na 2. ročník závodu na Masarykově okruhu v Brně, ale zde nestartoval.
V roce 1932 začal na kopcích a okruzích i vítězit. Napřed se 24. března zúčastnil závodu do vrchu La Turbie u Nice (6,3 km). Ve sportovních automobilech do 8 l zdvihového objemu na Mercedesu (7020 ccm) s kompresorem zvítězil v čase 4:01,8 min (93,8 km/h), čímž překonal traťový rekord této kategorie. První triumf na okruhu zaznamenal na Avusu 22. května, když na Mercedesu SSKL s proudnicovou karoserií vlastní výroby zvítězil. Speciální aerodynamická karoserie jeho mercedesu byla navržena Reinhardem von Koenig-Frachsenfeldem. To v posledním kole předjel do té doby vedoucího Caracciolu na voze Alfa Romeo Monza. Von Brauchitsch zvítězil o 3,6 vteřiny v čase 1:30:52,4 h a dosáhl průměrné rychlosti 194,4 km/h. V tomto závodě smrtelně havaroval na Bugatti T51 československý závodník Jiří Kristián Lobkowicz. O týden později na 9. ročníku Eifelrennen na Nürburgringu mu Caracciola s Alfa Romeo 8C 2300 porážku oplatil a ještě se mezi ně vklínil René Dreyfus na Bugatti T51. Zbývajících závodu v roce 1932 se buď nezúčastnil (Lvov, Masarykův okruh, Monza) a nebo nedojel do cíle (Coppa Acerbo). V roce 1933 si vyzkoušel na Mercedesu SSKL italský závod Mille Miglia (8.-9. dubna). Byl sice teoreticky možným oponentem vozů Alfa Romeo 8C (Nuvolari, Borzacchini, Trossi), ale brzy po startu byl postižen třemi defekty za sebou a po ujetí pouhých 40 km závod vzdal.  Na Velké ceně ADAC skončil mladý, velmi ctižádostivý a poněkud divoký von Brauchitsch 21. května na 6. místě na Avusu, když v tomto závodě konaném (294,5 km/15 kol) zvítězil  Achille Varzi na Bugatti. Brauchitsch, loňský vítěz tohoto závodu, své příznivce zklamal. Pneumatiky nemohly vydržet jeho razatní způsob jízdy v zatáčkách a pravá zadní mu vždy po 4 kolech praskla. Dojel tedy na 6. místě, čtvrt hodiny za vítězným Varzim. O týden později 28. května skončil na 2. místě při závodech Eifelrennen na Nürburringu za Taziem Nuvolarim na Alfa Romeo Monza ze stáje Scuderia Ferrari. Poprvé přijel do Brna (po 2 ročnících, kdy byl přihlášen, ale do Brna nedojel) na závod, který se konal na Masarykově okruhu 17. září (4. ročník). Dosahoval v tréninku na Mercedesu-Benz SSKL velmi dobrých časů, ale v závodě se mu až tak nedařilo. Po startu jezdil na 6. místě, ale pak se začal propadat až na 11. místo, aby v 8. kole (ze 17) odstoupil pro poruchu dávkování paliva. V 11. ročníku závodu do vrchu Gabelbach u Ilmenau 9. července na trati dlouhé 4 km zvítězil a vítězství si "zopakoval" i v 13. ročníku závodu do vrchu Würgau u Bamberku v Bavorsku na trati dlouhé 5 km, kde 13. srpna rovněž dosáhl nejlepšího času dne a zvítězil, oba závody absolvoval se svým Mercedes-Benz SSKL.
Po několika dobrých výsledcích v letech 1931-1933 jako soukromě financovaného jezdce byla vydlážděna cesta k tomu, aby se stal profesionálem: na sezónu 1934 podepsal von Brauchitsch smlouvu jako tovární jezdec Mercedes-Benz. Jeho týmovými kolegy v počátcích angažmá byli Rudolf Caracciola a Luigi Fagioli. V letech 1934 až 1939 bojovaly státem sponzorované týmy Mercedes-Benz (pod vedením Alfreda Neubauera) a Auto Union o prvenství ve světě automobilových závodů a o slávu Hitlerovy Třetí říše.  
Hned při únorovém testování s novým vozem Mercedes-Benz W 25 von Brauchitsch na Monze havaroval při rychlosti přes 160 km/h, naštěstí bez újmy na zdraví. Závodní premiéra zcela nového závodního vozu Mercedes-Benz W 25 se měla konat v červnu 1934 na Nürburgringu. Při vážení před závodem se však ukázalo, že oba nové vozy s novou tradičně bíle lakovanou odlehčenou hliníkovou karoserií sice o málo, ale přece překračují povolený hmotnostní limit 750 kg. Šéf stáje Mercedes-Benz Alfred Neubauer byl zoufalý. Znal velmi dobře konstrukci vozu a věděl, že snížit rychle hmotnost vozu o jeden kilogram není jednoduché. Traduje se, že na spásný nápad přišel závodník Manfred von Brauchitsch. Mechanici vyfasovali archy smirkového papíru a v potu tváře zbavovali karoserie bílého laku. Podařilo se. Na čistý hliník obroušené vozy splnily váhový limit a navíc získaly osobitý vzhled. Tak se zrodila přezdívka „Stříbrné šípy“. Stříbrná se později stala pro německé závodní vozy národní barvou, ale už v podobě laku, nikoli holého kovu. Start nového Mercedesu W 25 byl úspěšný a na mezinárodním závodě Eifelrennen 3. června před 200 000 diváky s von Brauchitschem za volantem zvítězil před Stuckem na Auto Unionu a Chironem na Alfa Romeo. Závod se jel na severní smyčce Nürburgringu na 15 kol/342,15 km. V dalších závodech této sezony se mu už tak nedařilo, na Velkých cenách Francie (zde zajel v tréninku nejrychlejší kolo za 5:05,6 min, po čtvrtině závodu odpadl pro poruchu kompresoru), před Velkou cenou Německa 9. července havaroval při tréninku a přivodil si zlomeninu ruku a několika žeber a ve Švýcarsku 26. srpna pro poruchu olejového potrubí nedojel do cíle.  

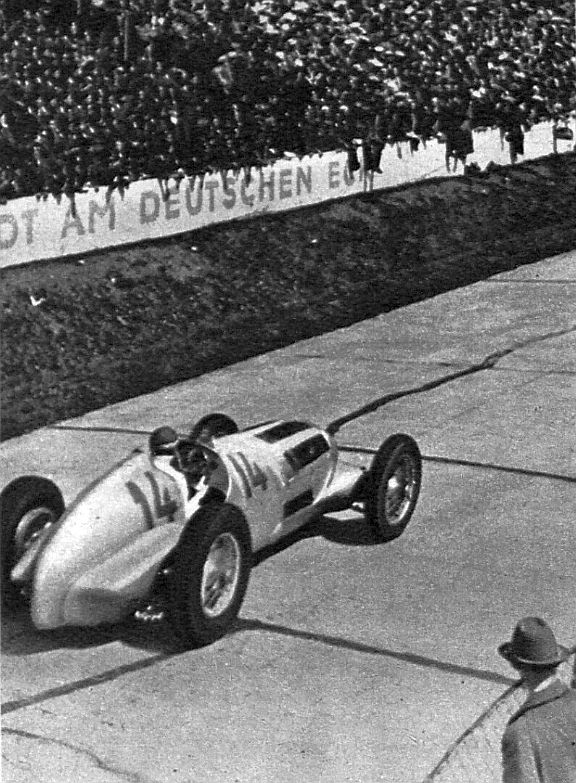
Manfred von Brauchitsch (st. č. 14) na Mercedesu W 125 obsadil 2. místo (Nürburgring 1937)

Rokem 1935 bylo zahájeno Mistrovství Evropy AIACR, do kterého se započítávaly nejvýznamnější závody (Monako, Francie, Belgie, Německo, Švýcarsko, Itálie, Španělsko). Brauchitsch obsadil v mistrovství Evropy celkově 3. místo po 2 druhých místech (Francie, Belgie), jednom třetím místě ve Španělsku a po 5. místu v Německu. Brauchitsch v Německu celý závod vedl, ale v posledním kole, když jeho Mercedes vjel do zatáčky Karussell, praskla mu levá zadní pneumatika. Von Brauchitsch pokračoval na ráfku, jen aby viděl, jak Nuvolari s Alfou Romeo Tipo B/P3 projel a vyhrál. Půl kilometru před cílem mu praskla i pravá zadní pneumatika a Brauchitsch musel trpně přihlížet, jak kolem jeho houpajícího se auta projíždějí další tři auta. Pomalu přejel cílovou čáru na levém zadním ráfku a s na kusy roztrhanou pravou zadní pneumatikou. Projel kolem svých boxů, aby nedal najevo své zklamání, ale byl tak deprimován, že mu vyhrkly slzy do očí. V tomto roce získal von Brauchitsch celkem 34 bodů. Pro Mercedes-Benz skončil tento ročník velmi úspěšně, protože mistrem Evropy se stal Rudolf Caracciola před Luigim Fagiolim, všichni Mercedes-Benz. V nemistrovských závodech se mu až tak nedařilo, protože většinou nedojel do cíle, v Tripolisu a při Eifelrennen. Výjimkou bylo 5. místo 23. května na Avusu.  

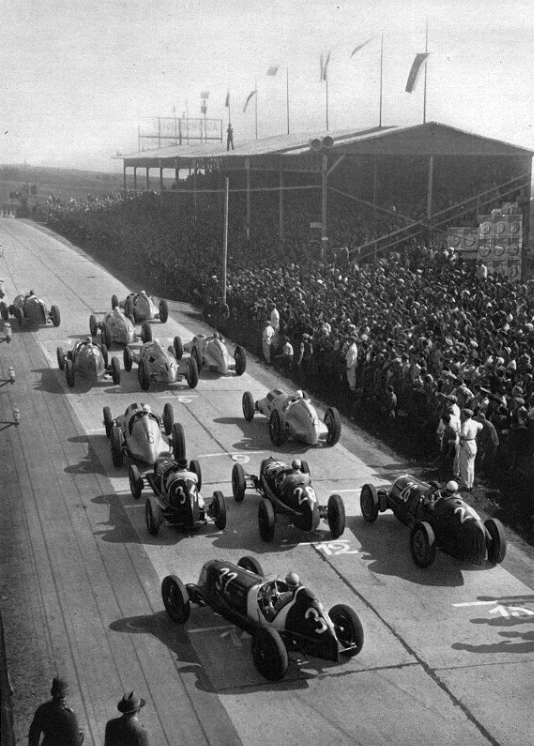
Velká cena Masarykova, start závodu. Brauchitsch (st. č. 4) startoval z 3. řady, na snímku zcela vpravo v 3. řadě (1937)

V roce 1936 se mu nepodařilo výsledek z roku 1935 zopakovat. Jediným úspěšným závodem bylo 7. místo na Velké ceně Německa (Nürburgring) 26. července. V ostatních mistrovských i nemistrovských závodech nedojel (Tripolis, Eifel, Budapešť, Švýcarsko). V mistrovství Evropy s 24 body skončil na děleném 10. místě. V Budapešti na první Velké ceně Maďarska po odpadnutí Caraccioly a Rosemeyera se dostal do čela, ale jen "o fous" před Nuvolariho na Alfě Romeo. Nuvolari tak dlouho znervózňoval Brauchitsche náznaky útoků, až ten - úplně vyveden z míry - porazil pouliční lampu.
Následující 2 roky (1937-8) patřily k jeho nejúspěšnější, protože v obou letech obsadil v mistrovství Evropy 2. místo. V roce 1937 vyhrál Grand Prix Monaka (Mercedes-Benz W 125), což je považováno za jeho nejslavnější vítězství. Dosáhl v závodě průměrné rychlosti 101,2 km/h a jako první tak překonal sto kilometrový průměr v závodu. Jeho nejrychlejší kolo v závodě v Monaku v roce 1937 (1:46,5 min, čímž o 11,9 vteřiny překonal starý rekord) bylo rekordem trati dalších 18 let. V Německu dojel na 2. místě a ve Švýcarsku na 3. místě. Celkem získal 15 bodů a v mistrovství Evropy skončil na 2. místě. Dařilo se mu i na nemistrovských Velkých cenách. Na 12. ročníku Velké ceny Tripolisu (40 kol/524 km) skončil 2. za týmovým kolegou Hermannem Langem, na jubilejním 15. ročníku závodu Eifelrennen skončil 13. června na 3. místě a na 13. ročníku Coppa Acerbo v Itálii (16 kol/412,8 km) 15. srpna dojel opět na 2. místě. Při Velké ceně Masarykově v Brně (15 kol/437,1 km) obsadil 26. září Brauchitsch před 190 000 diváky 2. místo za Caracciolou o 36,4 vt. (oba Mercedes-Benz W 125). Hned po startu vyrazil vpřed Lang následován Rosemeyerem, Brauchitschem, Caracciolou a Nuvolarim. V 5. kole Lang, který mezitím musel přepustit vedení Rosemayerovi, vyjel v zatáčkách mezi Žebětínem a Ostrovačicemi z trati a havaroval, přičemž zranil 11 lidí, z toho dva tak těžce, že zemřeli na operačním stole brněnské nemocnice, některým dalším musely být amputovány dolní končetiny. V 6. kole se vedení ujal zrychlující Caracciola, načež Rosemeyer v 8. kole vzdal pro poruchu brzd. V jedenáctém kole předjel von Brauchitsch Seamana i Müllera a usadil se na 2. místě. Od 11. kola jezdily v čele tři Mercedesy a takto jezdci by dojeli i do cíle, v pořadí Caracciola, Brauchitsch ale překvapivě zezadu přijel Rosemeyer na Auto Unionu, který převzal vůz od Hermana Müllera a posledním kole předstihl Seamana na třetím Mercedesu. Brauchitsch na stejném 2. místě skončil po Brně i v Doningtonu o týden později (2. října). Porazil sice týmového kolegu Caracciolu, ale oběma "vypálil" rybník Bernd Rosemeyer na Auto Unionu C. Mistrem Evropy se stal Caracciola před Brauchitschem.

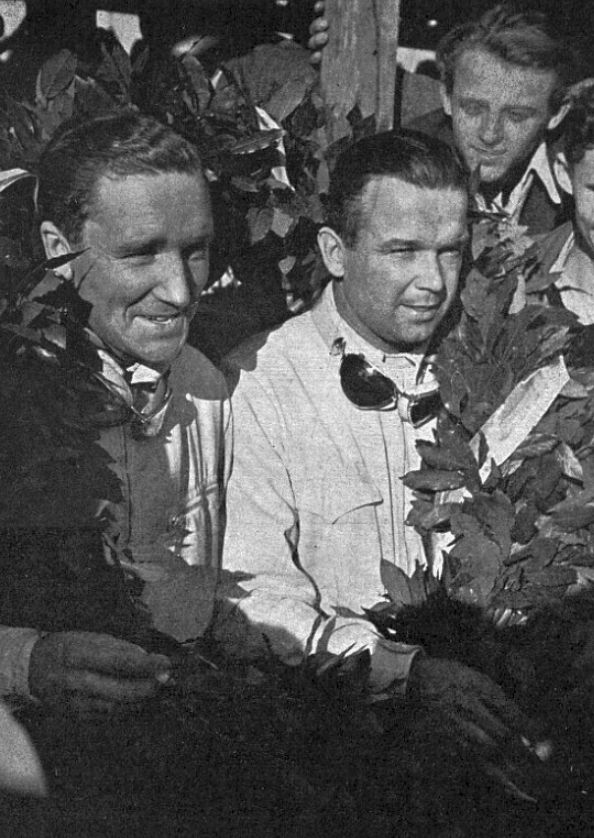
Po vítězství Caraccioly před Brauchitschem na Velké ceně Masarykově v roce 1937 (zprava)

V roce 1938 zahájil sezonu 15. května 2. místem na nemistrovské GP Tripolisu (Autodromo di Mellaha). To měl k dispozici nový model Mercedes-Benz W 154. Vyhrál s ním 3. července i Velkou cenu Francie (64 kol/500,9 km, 162,8 km/h). To bylo jeho poslední vítězství (4.) v závodech Grand Prix. Von Brauchitsch protnul cílovou čáru po 3:04:38,5 h, Caracciola byl druhý o 1:40,8 min zpět a Lang byl o kolo pozadu na 3. místě (všichni na W 154). V dalších dvou mistrovských cenách obsadil vždy 3. místo (Švýcarsko na Bremgartenu 21. srpna a Itálie na Monze 11. září). Další "nemilá" příhoda se mu stala na Velké ceně Německa 24. července. Při zastávce v boxech vzplál se svým vozem kvůli rozlitému palivu. Brauchitsche vytáhl z vozu manager týmu Alfred Neubauer a hořící kombinézu uhasil (i válením po zemi). Když byl oheň uhašen, Brauchitsch se vrátil do auta a pokračoval s ohořelým vozem v závodě. To nevěděl, že má naprasklý volant. Po několika kilometrech se volant v zatáčce uvolnil v rychlosti kolem 190 km/h. Při nehodě, která následovala, byl Brauchitsch nezraněn, ačkoli vůz byl po sjetí do příkopu vážně poškozen. S volantem v ruce se vrátil do depa. Celkem toho roku získal 15 bodů a v mistrovství Evropy skončil podruhé na 2. místě za Rudolfem Caracciolou. Jezdci na vozech Mercedes-Benz v tomto ročníku ME obsadili v konečném pořadí prvá 4 místa. Sezonu uzavřel 5. místem na nemistrovské 4. Velké ceně v Doningtonu.
V roce 1939, těsně po propuknutí druhé světové války obohatil sbírku úspěchů ještě 3. září o druhé místo v jugoslávské GP v Bělehradu (městský okruh Kalemegdan Park). Přestože V Bělehradu startovalo pouze 5 vozů, jednalo se dramatický závod. Divoké tempo závodu udali Brauchitsch a Lang na Mercedesech. Alfred Neubauer se snažil svou osobností udržet oba jezdce na uzdě, ale žádný z nich nedbal jeho pokynů. Lang stále dotíral na Brauchitsche, až kámen odlétnuvší od Brauchtischova vozu rozbil Langovi brýle a ještě mu poranil oko. Lang dojel pomalu do depa a vzdal. Neubauer zuřil. Brauchitsch jezdící v čele závodu nikým neatakován se v jedné zatáčce dostal do smyku a udělal hodiny. Na úzké silnici mezi domy nebylo možné vůz otočit. Brauchitsch se vracel po trati proti směru jízdy, když se přiřítil Nuvolari. Skulinou, kterou by se nikdo jiný neprotáhl, "maestro" se štěstím projel. Tím byl závod rozhodnut. Brauchitsch dojel druhý 8 vteřin za Nuvolarim.

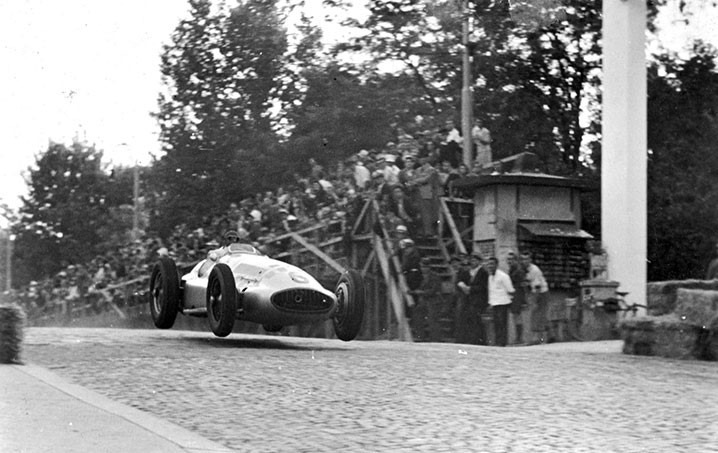
Brauchitsch na Mercedesu W 154 při Grand Prix na Kalemegdanu u Bělehradu (1939)

Třetí místa obsadil v Belgii (25. června) a Švýcarsku (20. srpna - zde v létech 1937-9 skončil třikrát na 3. místě). V mistrovství Evropy s 19 body obsadil dělené 4. místo. Na nemistrovských závodech v Pau obsadil 2. místo a na Eifelu 4. místo. Brauchitsch měl startovat i na 13. Velké ceně Tripolisu 7. května, která byla vypsána pro vozy třídy Voiturette (do 1,5 l zdvihového objemu) s novým vozem Mercedes-Benz W 165. Ve skutečnosti byla včas připravena pouze dvě auta (a i druhé auto bylo složeno na lodi během cesty do Tripolisu). Třetí vůz se nepodařilo do konání závodu sestavit, proto byl Brauchitsch veden pouze jako rezervní jezdec pro Hermanna Langa, který tento závod před Caracciolou vyhrál (oba na W 165).
Po válce krátce zkoušel štěstí ještě s vypůjčenými vozy Maserati, AFM, BMW, ovšem bez větších úspěchů. Na přelomu let 1949 a 1950 získal argentinskou závodní licenci, ale patrně v žádném místním závodě nestartoval a vrátil se do Evropy. Poté se věnoval organizování závodů.

### Kompletní výsledky v Mistrovství EvropyAIACR
| Legenda k tabulce | Legenda k tabulce                                                                       |
| Barva             | Výsledek                                                                                |
| ----------------- | --------------------------------------------------------------------------------------- |
| Zlatá             | Vítěz                                                                                   |
| Stříbrná          | 2. místo                                                                                |
| Bronzová          | 3. místo                                                                                |
| Zelená            | Bodované umístění                                                                       |
| Modrá             | Nebodované umístění                                                                     |
| Modrá             | Dokončil neklasifikován (NC)                                                            |
| Fialová           | Odstoupil (Ret)                                                                         |
| Červená           | Nekvalifikoval se (DNQ)                                                                 |
| Červená           | Nepředkvalifikoval se (DNPQ)                                                            |
| Černá             | Diskvalifikován (DSQ)                                                                   |
| Bílá              | Nestartoval (DNS)                                                                       |
| Bílá              | Závod zrušen (C)                                                                        |
| Světle modrá      | Pouze trénoval (PO)                                                                     |
| Světle modrá      | Páteční testovací jezdec (TD)                                                           |
| Bez barvy         | Netrénoval (DNP)                                                                        |
| Bez barvy         | Vyřazen (EX)                                                                            |
| Bez barvy         | Nepřijel (DNA)                                                                          |
| Bez barvy         | Odvolal účast (WD)                                                                      |
| Bez barvy         | Nezúčastnil se (prázdné)                                                                |
| Označení          | Význam                                                                                  |
| Tučnost           | Pole position                                                                           |
| Kurzíva           | Nejrychlejší kolo                                                                       |
| †                 | Jezdec nedojel do cíle, ale byl klasifikován, protože odjel více než 90 % délky závodu. |
| ‡                 | Byl udělován poloviční počet bodů, protože bylo odjeto méně než 75 % délky závodu.      |
| Horní index       | Umístění bodujících jezdců ve sprintu                                                   |

| Rok  | Tým             | Vůz                      | 1             | 2             | 3             | 4       | 5             | 6             | 7     | Umístění v ME | Body |
| ---- | --------------- | ------------------------ | ------------- | ------------- | ------------- | ------- | ------------- | ------------- | ----- | ------------- | ---- |
| 1935 | Daimler-Benz AG | Mercedes-Benz W25A, W25B | MON Ret (DNF) | FRA 2         | BEL 2         | GER 5   | SUI Ret (DNF) | ITA Ret (DNF) | ESP 3 | 3             | 34   |
| 1936 | Daimler-Benz AG | Mercedes-Benz W25C       | MON Ret (DNF) | GER 7         | SUI Ret (DNF) | ITA DNS |               |               |       | 10=           | 24   |
| 1937 | Daimler-Benz AG | Mercedes-Benz W125       | BEL Ret (DNF) | GER 2         | MON 1         | SUI 3   | ITA Ret (DNF) |               |       | 2             | 15   |
| 1938 | Daimler-Benz AG | Mercedes-Benz W154       | FRA 1         | GER Ret (DNF) | SUI 3         | ITA 3   |               |               |       | 2             | 15   |
| 1939 | Daimler-Benz AG | Mercedes-Benz W154       | BEL 3         | FRA Ret (DNF) | GER Ret (DNF) | SUI 3   | YUG 2         |               |       | 4=            | 19   |

## Vítězství v závodech Grand Prix
- 1932 – AVUS Berlín, Mercedes-Benz SSKL
- 1934 – Eifelrennen, Mercedes-Benz W 25
- 1937 – Grand Prix Monaka, Mercedes-Benz W 125
- 1938 – Grand Prix Francie, Mercedes-Benz W 154

## Galerie
Automobily Mercedes-Benz, na kterých závodil Manfred von Brauchitsch

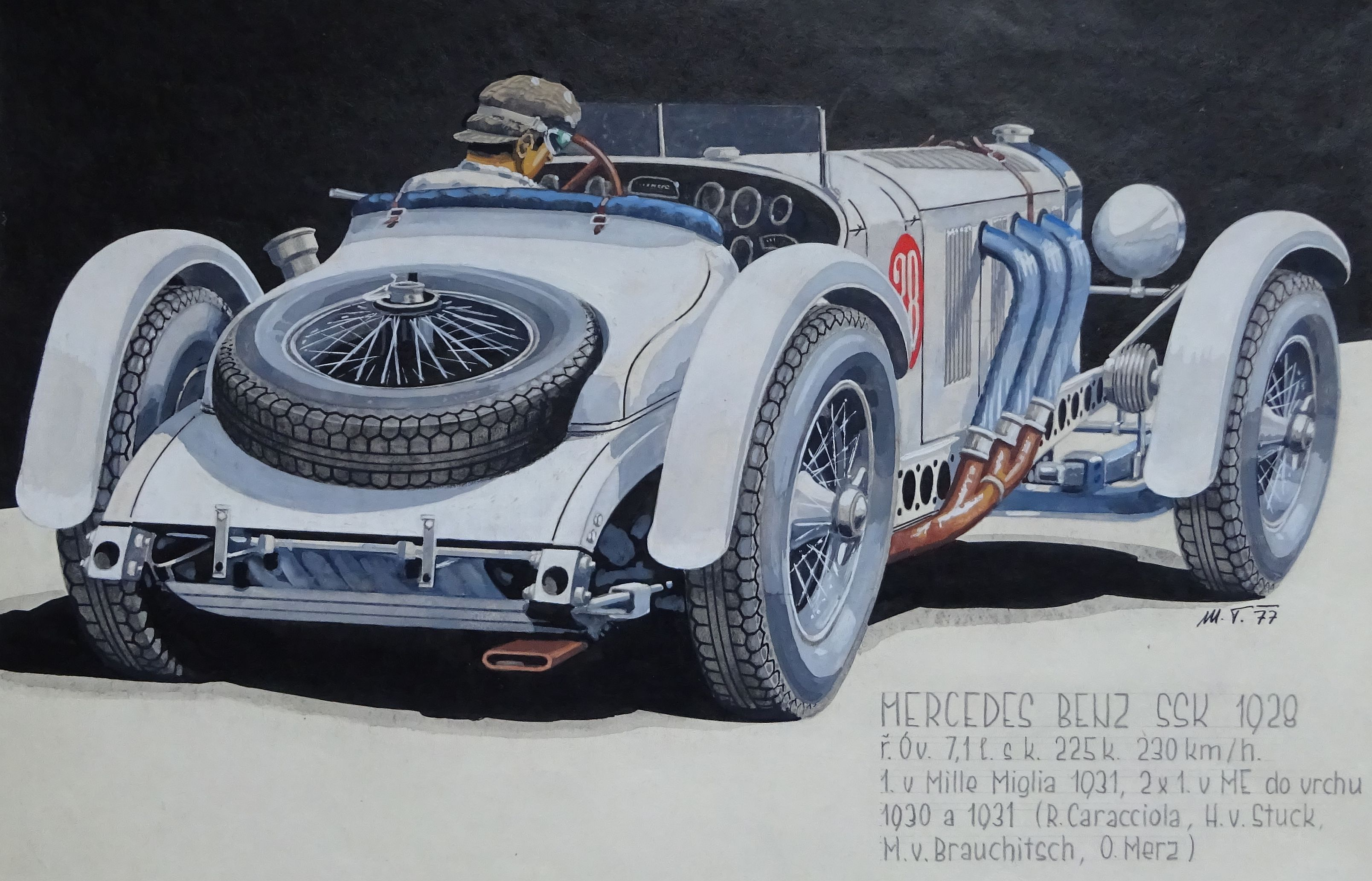
Mercedes-Benz SSK (1928)
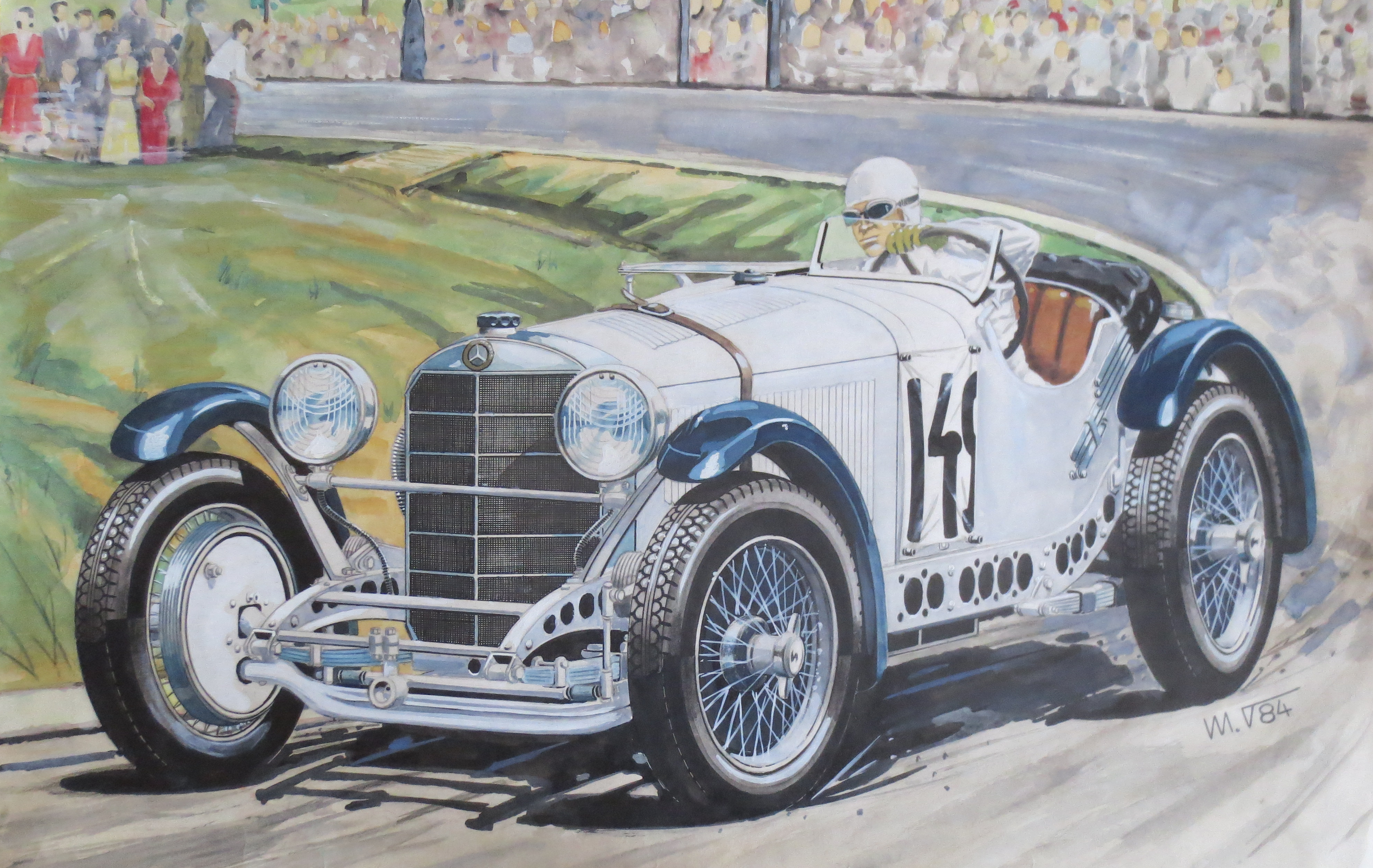
Mercedes-Benz SSKL (1931)
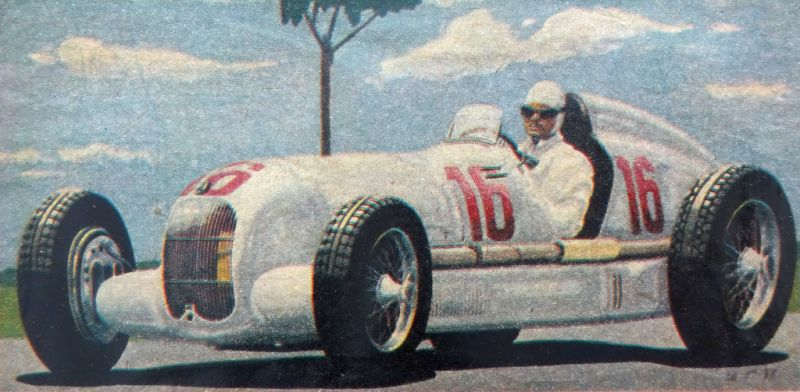
Mercedes-Benz W 25 (1935)
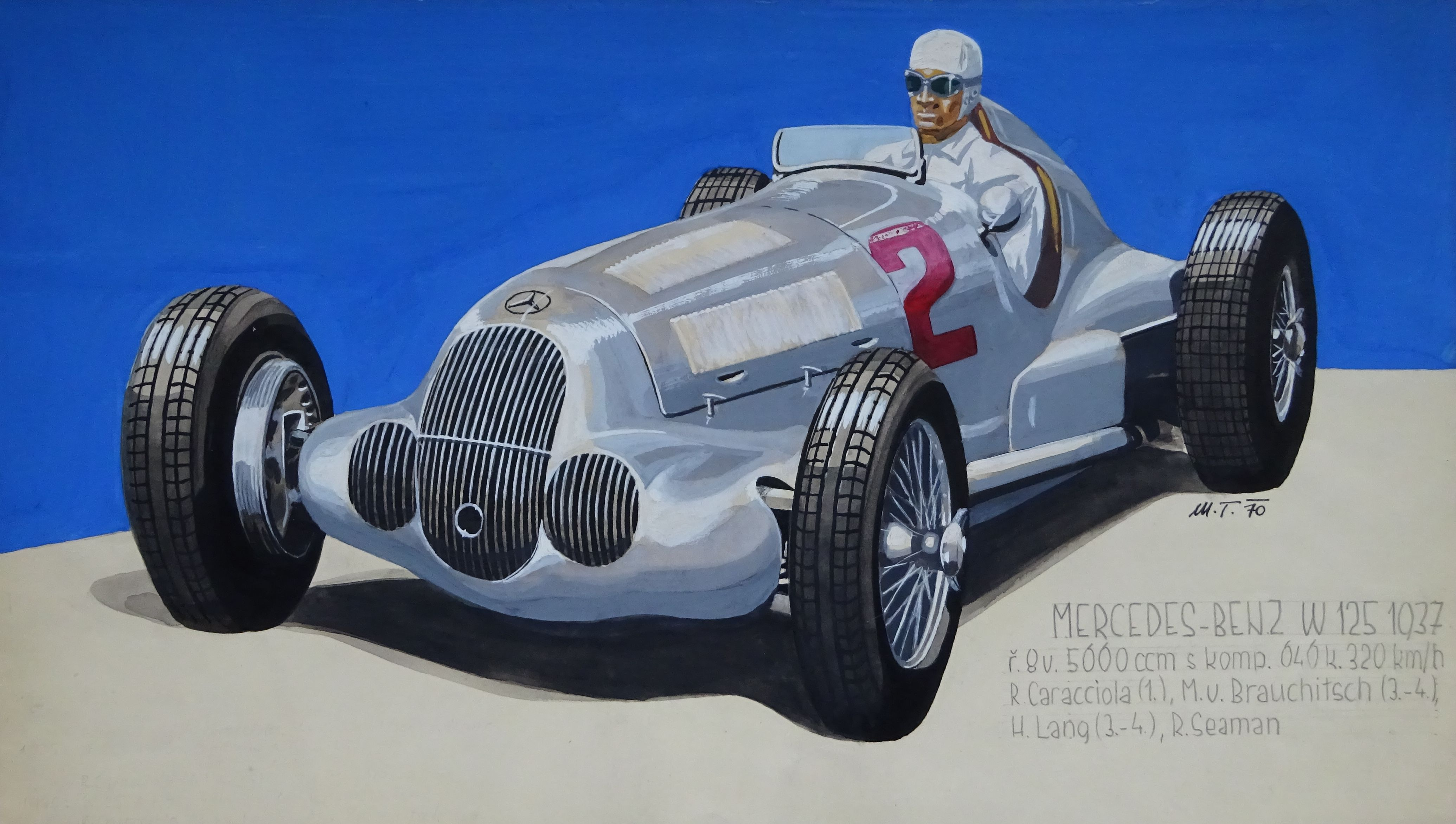
Mercedes-Benz W 125 (1937)
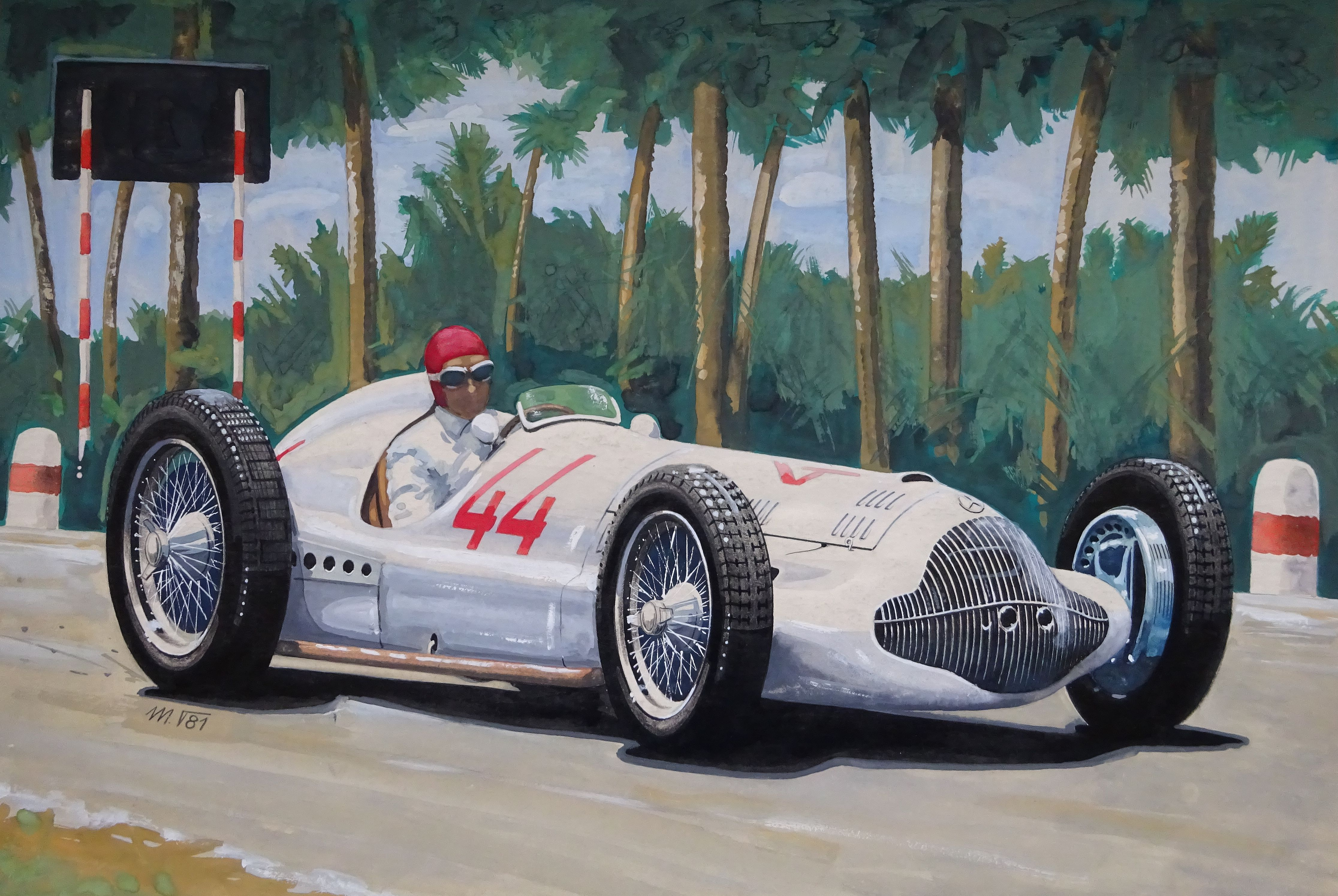
Mercedes-Benz W 154 (1938)
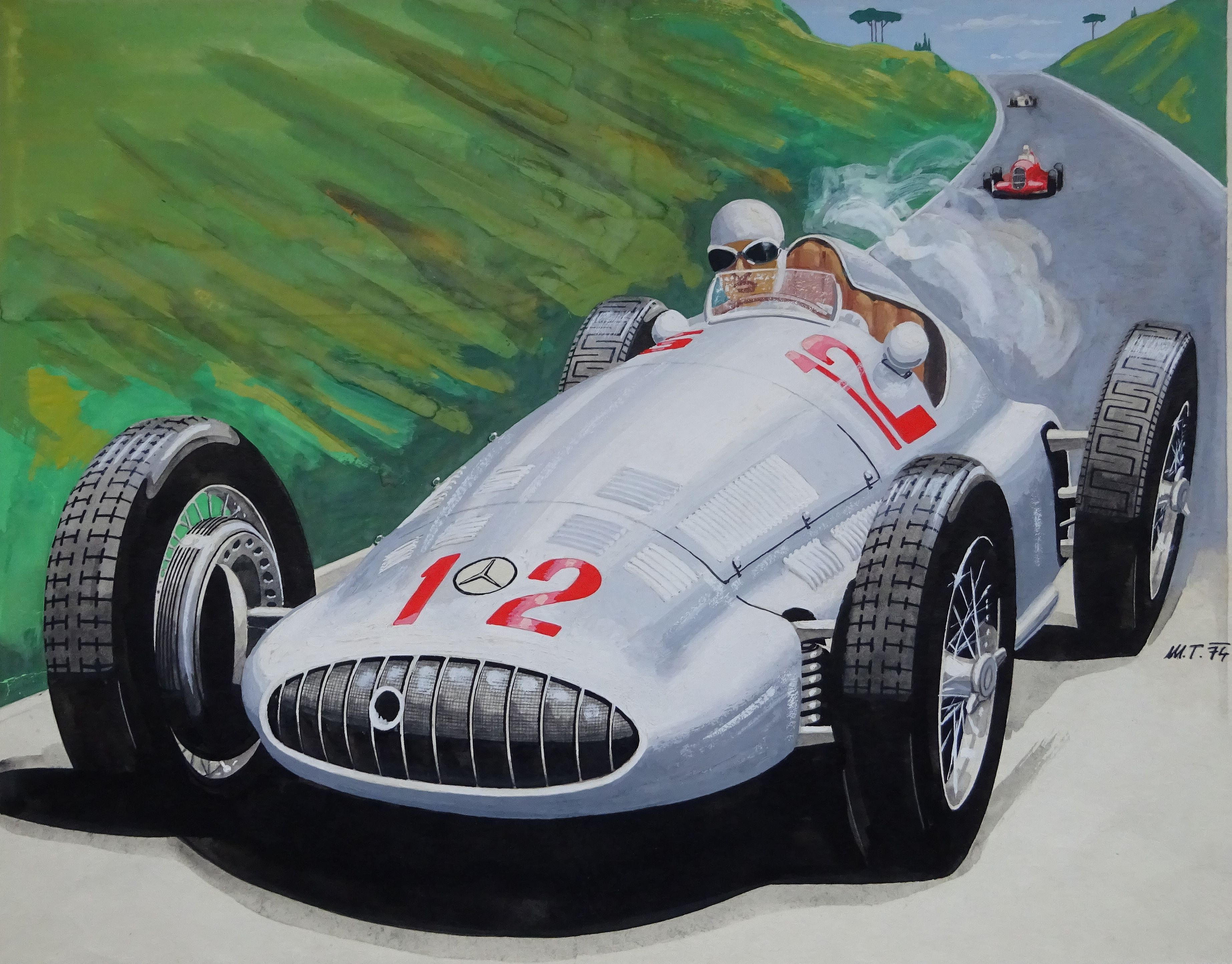
Mercedes-Benz W 165 (1939)